# Carl Joachim Friedrich
Carl Joachim Friedrich (Lipsia, 5 giugno 1901 – Lexington, 19 settembre 1984) è stato un politologo e professore tedesco naturalizzato statunitense.
È considerato uno degli studiosi di teoria politica più eminenti della seconda metà del Novecento, principalmente per i suoi scritti sul costituzionalismo e sui totalitarismi.

## Biografia
Figlio di un professore di fama e di una contessa prussiana, Carl Friedrich gode di una formazione universitaria classica ed elitista. Segue i corsi di Alfred Weber, il fratello di Max Weber, all'Università di Heidelberg.
Dopo il diploma nel 1925 lavorò per un breve periodo nelle miniere di carbone belghe. Si sposta quindi negli Stati Uniti d'America, fondando il German Academic Exchange Service, di cui diventa presidente. Lì incontra Lenore Pelham, studentessa al Rockford College vicino a Chicago, che più tardi diventerà sua moglie.
Inizia quindi una carriera accademica all'Università di Harvard, dove diventa professore di scienze politiche nel 1936. Scrive una trentina di libri e ne cura un'altra ventina. Negli anni trenta è molto attivo nel far arrivare negli Stati Uniti accademici e studenti ebrei dalla Germania nazista e da altri regimi fascisti europei.
Dopo la seconda guerra mondiale, sostiene il processo di denazificazione nella zona americana della Germania occupata. Si trova così implicato nella stesura della legge fondamentale della Repubblica Federale di Germania, così come nella Dichiarazione d'indipendenza israeliana. Fra il 1954 e il 1966, insegna sia a Harvard sia a Heidelberg, fino alla pensione, nel 1971. Negli anni successivi, insegna anche all'Università di Manchester e alla Duke University. Ha formato politologi famosi come Judith Shklar e Benjamin Barber.